# Alexis Contant

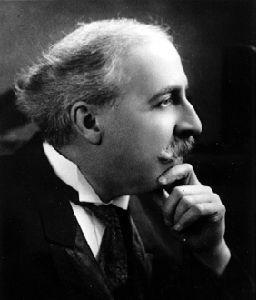
Alexis Contant

Joseph Pierre Alexis Contant (* 12. November 1858 in Montreal; † 28. November 1918 ebenda) war ein kanadischer Komponist, Pianist, Organist und Musikpädagoge.

## Leben und Wirken
Contant hatte ersten Klavierunterricht bei seiner Mutter, einer Schülerin von Emma Albani, war dann Schüler des Organisten und Pianisten Joseph A. Fowler und ab 1875 von Calixa Lavallée. 1883 studierte er in Boston Harmonielehre, Kontrapunkt und Komposition. Wegen seines unkontrollierbaren Lampenfiebers bei öffentlichen Auftritten verzichtete er auf eine Karriere als Konzertpianist und war von 1885 bis zu seinem Tode Organist an der St-Jean-Baptiste Church in Montreal.
Daneben unterrichtete er am Collège de Montréal (1883–1890), am Mont-St-Louis College (1900–1918) und am Conservatoire National (1905–1917). Zu seinen Schülern zählten Victor Brault, Claude Champagne, Orpha-F. Deveaux, Jean-Josaphat Gagnier, Rodolphe Mathieu und Wilfrid Pelletier.
Von seinen Klavierwerken erfreute sich La Lyre enchantée, eine „fantaisie-nocturne“ im Stil Chopins großer Beliebtheit auf Konzertpodien und in Salons. Er komponierte vier große Messen und das erste kanadische Oratorium (Caïn, 1905). 1907 wurde seine patriotische Kantate Le Canada aufgeführt, 1912 die sinfonische Dichtung L’Aurore. Häufig aufgeführt wird sein Trio für Violine, Cello und Klavier.
Zu Contants hundertstem Geburtstag übertrug CBC im Jahre 1958 ein Konzert mit Werken des Komponisten aus seiner langjährigen Wirkungsstätte, der St-Jean-Baptiste Church, unter Leitung von Roland Leduc. 1962 wurde eine Straße in Montreal nach ihm benannt. Sein Nachlass kam 1971 in die National Library of Canada, die 1979 eine Ausstellung in Ottawa veranstaltete und 1982 den Alexis Contant Catalogue veröffentlichte.
Contants Bruder Joseph-Albert Contant (* 1. Oktober 1877 in Montreal; † 16. April 1942 in Joliette), ein Schüler von Alcibiade Béique, wirkte in verschiedenen Städten als Chorleiter und Organist und komponierte einige kirchenmusikalische Werke. Eine seiner Töchter heiratete den Maler Georges Delfosse. Sein Enkel Jean-Yves Contant (* 28. März 1918 in Montreal) war lange Jahre Produzent beim CBC Radio.

## Werke
- La Lyre enchantée für Klavier, 1875
- La Cavalcade für Klavier zu vier Händen, 1883
- Mass in D Minor, 1884
- Messe brève en do, 1894
- Mass in B Flat, 1896
- Mass No. 2, 1897
- Tantum ergo, 1897
- Méditation für Cello und Klavier, 1897
- Vive Laurier für Klavier, 1897
- L’Angelus, 1898
- Fantaisie sur des airs canadiens für Orchester, 1900
- Romance für Cello und Klavier, 1900
- Les Alliés: „Grande marche héroïque“ für Orchester oder Klavier, 1902
- Mass No. 3, 1902
- Marche pontificale Pie X für Orchester, 1903
- La Charmeuse für Cello und Klavier, 1903
- Caïn, Oratorium, 1905
- Le Canada, patriotische Kantate, 1906
- Les Deux Âmes, 1906–09
- Musique für Violine, Cello und Klavier, 1907
- Trio für Violine, Cello und Klavier, 1907
- Messe des morts, 1908
- Messe brève en sol, 1910
- Messe des anges
- L’Aurore, sinfonische Dichtung, 1912
- Veronica Ouvertüre zu einer unvollendeten Oper, 1916